# Чепіга Валентина Олександрівна
Валенти́на Олександрівна Чепі́га (27 квітня, 1962, Харків, Українська РСР, СРСР)— українська професійна бодібілдерка, єдина українська спортсменка, яка стала «Міс Олімпія» (так називається змагання серед жінок культуристок, що проходить у США і титул переможця). «Міс Олімпія» поряд із «Містер Олімпія» — вищий професійний титул в IFBB — Міжнародній федерації бодибілдингу та фітнесу.
Правда, звання «Міс Олімпія» має ще вінничанка Лариса Прищепа, яке вона отримала на інших змаганнях — олімпіада NATURAL OLIMPIA (теж проводиться в США).

## Біографія
Валентина Чепіга народилася 27 квітня 1962 року в Харкові. В дитинстві любила кататися на лижах. Вищу освіту Валентина здобула в харківському інженерно-будівельному інституті (нині — Харківський національний університет будівництва й архітектури), який закінчила за спеціальністю «Газове опалення, вентиляція і кондиціонування».
Тренування Валентина розпочала в 1988 році, коли їй виповнилося 26 років. Тренером майбутньої чемпіонки став Капустник Юрій Вікторович. Першу свою перемогу вона завоювала в тому ж році, посівши перше місце на чемпіонаті України. З 1993 року, переїхавши до Києва, Валентина стала займатися в клубі «Алькорн» який спонсорував участь своїх підопічних у змаганнях, в «Алькорні» з 1993 по 1997 рр. тренувалася під керівництвом Вукста Володимира Івановича (Голтіс).
У 1997 році Валентина завоювала першу перемогу міжнародного рівня на чемпіонаті Європи, потім перемога на чемпіонаті світу. Титул чемпіонки світу привернув увагу до Валентини з боку федерації IFBB: спортсменка отримала професійний статус. 1998 року взяла участь у змаганнях «Міс Олімпія», але посіла лише 12-е місце.
У 1999 році Валентина переїхала в Сіетл (США), а у 2000 році здобула титул «Міс Олімпія».
2005–2006 — живе у Лос-Анджелесі, Каліфорнія. 2006–2008 — Федерал Вей, Вашингтон.
Валентина наразі проживає в Анкориджі.

## Досягнення
- 1993 Чемпіонат Європи — 3-я (середня вага)
- 1994 Чемпіонат Європи — 2-а (середня вага)
- 1994 Чемпіонат світу серед любителів — 7-а (середня вага)
- 1995 Чемпіонат світу серед любителів — 7-а (середня вага)
- 1997 Чемпіонат Європи — 1-а (середня вага)
- 1997 Чемпіонат світу серед любителів — 1-а (середня вага і загальна)
- 1998 IFBB Міс Олімпія — 12-а
- 1999 Ян Тана Класік — 3-а
- 1999 IFBB Міс Олімпія — 12-а
- 2000 Ян Тана Класік — 1-а (середня вага)
- 2000 IFBB Міс Олімпія — 1-а (Важка вага)
- 2001 IFBB Міс Олімпія — 4-а (Важка вага)
- 2002 Міс Інтернешнл (культуризм) — 1-а (легка вага)
- 2002 IFBB Міс Олімпія — 2-а (легка вага)
- 2002 GNC Шоу Сили — 1-а (легка вага)
- 2003 Міс Інтернешнл (культуризм) — 5-а (легка вага)
- 2004 IFBB Міс Олімпія — 8-а (легка вага)
- 2007 IFBB Міс Олімпія — 11-а